# 五虎將 (1974年電影)
《五虎將》是1974年邵氏電影公司出品，張徹執導的武打電影。

## 電影內容
故事敘述一幫土匪帶著打劫而來的保險箱逃到某小鎮，欺壓村民，並脅迫鎮上鐵匠韋明輝（李修賢飾）開箱，但韋卻不願替土匪做事，於是告知鎮長後，便自前往鄰近村落報官。
土匪發現韋潛逃而去，極其憤怒，匪幫於是開始濫殺村民，揚言若是不將韋找回，便每隔一時殺一村民。於是鎮上好漢終於挺身而出，將匪幫殲滅，就在此時，韋亦將官差帶回，豈知帶回之官差實乃土匪之同黨...

## 人物角色
| 角色名稱 | 演員   | 備註     |
| -------- | ------ | -------- |
| 陳登     | 姜大衛 |          |
| 方一飛   | 狄龍   |          |
| 馬刀     | 陳觀泰 |          |
| 韋明輝   | 李修賢 |          |
| 姚廣     | 王钟   |          |
|          | 韋弘   | 土匪頭子 |
| 梁山     | 江島   | 土匪     |
|          | 王清   | 土匪     |
| 三娘子   | 王冰冰 |          |
|          | 盧迪   | 鎮長     |
|          | 王光裕 | 土匪     |
|          | 黃樹棠 | 土匪     |
|          | 任世官 | 土匪     |
|          | 伍元勳 | 土匪     |
|          | 陳狄克 | 土匪     |
|          | 羅強   | 土匪     |
|          | 董財寶 | 土匪     |
|          | 劉俊輝 | 土匪     |
|          | 王清河 | 村民     |
|          | 李壽祺 | 村民     |
|          | 沈勞   | 村民     |
|          | 蘆葦   | 村民     |
|          | 艾飛   | 村民     |
| 大牛     | 徐少強 | 村民     |
|          | 陸劍明 | 村民     |
|          | 李鵬飛 | 村民     |
|          | 葉天行 | 村民     |
|          | 林輝煌 | 村民     |

## 外部連結
- 香港影庫上《五虎將》的資料（繁體中文）
- 豆瓣电影上《五虎將》的資料 （简体中文）
- 时光网上《五虎將》的資料（简体中文）
- AllMovie上《五虎將》的资料（英文）
- 互联网电影数据库（IMDb）上《五虎將》的资料（英文）